# Pedro Magallanes
Pedro Magallanes es un ex-futbolista argentino que jugó profesionalmente en Argentina y Estados Unidos. Su posición en el campo era mediocampista.
Magallanes tuvo una extensa carrera en Argentina. Jugó las temporadas 1978-1979 de la Copa Libertadores con Independiente. También jugó para Rosario Central y Talleres de Córdoba. Luego jugó para Argentinos Juniors durante la temporada 1980-1981. También jugó para Racing Club y Loma Negra. En 1988, se trasladó al norte, donde tuvo un paso sin éxito por los San Diego Sockers de la Major Indoor Soccer League. Se unió a los Hamilton Steelers de la Canadian Soccer League. En julio de 1988, los Steelers prestaron a Magallanes a los Vancouver 86ers. En mayo de 1989, los Fort Lauderdale Strikers de la American Soccer League sumaron a Magallanes. El 17 de junio de 1989, Jean Harbor golpeó a Magallanes en la cara, rompiéndole el pómulo durante un juego entre los Strikers y los Washington Diplomats.
En 1997, Magallanes colaboró brevemente como entrenador asistente del Tampa Bay Mutiny de la Major League Soccer.